# 敦化坊街道
敦化坊街道，是中华人民共和国山西省太原市杏花岭区下辖的一个乡镇级行政单位。

## 行政区划
敦化坊街道下辖以下地区：
胜利东街社区、河北里社区、敦化坊社区、太铁一社区、太铁二社区、七一社区、机床东社区、卧虎山社区、背圪洞社区、机车社区、机床西社区、矿机社区和晋安西街社区。